# آرنوشت کلیمچیک
آرنوشت کلیمچیک (چکی: Arnošt Klimčík; ۲۴ ژوئیهٔ ۱۹۴۵ – ۲۱ مارس ۲۰۱۵) بازیکن هندبال اهل چکسلواکی بود.